# サムエル・セラノ
サムエル・セラノ（Samuel Serrano、1952年11月27日 - ）は、プエルトリコの男性プロボクサー。身長174 cm。元WBA世界ジュニアライト級王者。

## 来歴
1969年11月1日、プエルトリコでプロデビュー。
1971年10月25日、プエルトリコフェザー級王座を獲得した。
1974年7月15日、プエルトリコジュニアライト級王座を獲得した。
1976年4月13日、世界王座に初挑戦。WBA世界ジュニアライト級王者ベン・ビラフロアに挑戦し、15回判定ドローで王座獲得ならず。
1976年10月16日、ビラフロアに再挑戦し、15回判定勝ちで王座を獲得した。同王座はアポロ嘉男、バトルホーク風間らを相手に10度の防衛に成功した。
1980年8月2日、11度目の防衛戦で上原康恒と対戦し、6回KO負けで王座から陥落した。
1981年4月9日、上原康恒と再戦し、15回判定勝ちで王座に返り咲いた。同王座は友成光らを相手に3度の防衛に成功した。
1983年1月19日、4度目の防衛戦でロジャー・メイウェザーと対戦し、8回KO負けで王座から陥落した。
1984年5月26日の試合を最後に引退するも、12年後の1996年に復帰。1997年11月6日の試合を最後に再度引退した。

## 獲得タイトル
- WBA世界ジュニアライト級王座（1期目は防衛10度。2期目は防衛3度。）